# Cirrospilus zea
Cirrospilus zea är en stekelart som beskrevs av Khan, Agnihotri och Sushil 2005. Cirrospilus zea ingår i släktet Cirrospilus och familjen finglanssteklar. Inga underarter finns listade i Catalogue of Life.